# Міністерство культури Швеції
Міністерство культури Швеції (швед. Kulturdepartementet) — установа Швеції, що відповідає за культурну політику Швеції.

## Агентства

### Загальні культурні заходи
- Шведська національна рада з питань культури
- Фонд культури майбутнього
- Фонд шведсько-норвезького співробітництва

### Мова, література, бібліотеки та архіви
- Шведський інститут мови та фольклору
- Державний архів Швеції і шведські архіви у ленах
- Шведський авторський фонд
- Шведська національна бібліотека

### Образотворче мистецтво, дизайн і прикладне мистецтво
- Шведська Королівська академія мистецтв
- Шведська національна Реміснича рада
- Шведська Національна художня рада

### Кіно, митецтво й спадщина
- Шведський інститут кінематографії
- Шведський Грантовий комітет мистецтв
- Шведський комітет охорони пам'яток старовини

### ЗМІ
- Шведський комітет телебачення для глухих
- Шведська комісія з телерадіомовлення
- Шведське радіо і телебачення
- Шведська рада з питань насильства в ЗМІ
- Шведська національна рада з класифікації фільмів

### Музеї та виставки
- Шведський музей архітектури
- Шведський музей танцю
- Театральний музей
- Єврейський музей Швеції
- Музей сучасного мистецтва
- Шведський національний музей образотворчих мистецтв
- Музей Князя Євгена Вальдемарсудде
- Шведський музей природної історії
- Шведський Національний музей історії культури
- Шведські музеї історії оборони
- Шведський Музей армії
- Шведський музей національних старожитностей
- Шведський національний музей світової культури
- Шведський національний музей науки і техніки
- Будинок танцю
- Шведський королівський театр
- Шведська Королівська академія музики
- Шведська королівська опера
- Шведський Національний концертний інститут

### Релігійні громади
- Шведська комісія з державних грантів для релігійних громад